# اینو توکیاینن
اینو توکیاینن (فنلاندی: Eino Tukiainen; ۱ ژانویهٔ ۱۹۱۵ – ۲ فوریهٔ ۱۹۷۵) ژیمناست هنری اهل فنلاند بود.